# Фёдоровка (Жирновский район)
Фёдоровка — село в Жирновском районе Волгоградской области, в составе Клёновского сельского поселения.
Население — 216 (2010)

## История
Дата основания не установлена. Деревня Фёдоровка отмечена на карте Европейской части России 1871 года. По состоянию на 1912 год село Фёдоровка относилось к Колокольцовской волости Аткарского уезда Саратовской губернии. Согласно Списку населённых мест Аткарского уезда 1914 года (по сведениям за 1911 год) село населяли бывшие удельные крестьяне, великороссы, всего 409 мужчин и 432 женщины. В селе имелась школа грамотности
С 1928 года — в составе Руднянского района Камышинского округа (округ упразднён в 1930 году) Нижне-Волжского края. С 1935 года в составе Лемешкинского района Сталинградского края (с 1936 года — Сталинградской области, с 1954 по 1957 год — в составе Балашовской области). Решением Сталинградского облисполкома от 9 июля 1953 года № 24/1600 Фёдоровский сельсовет был упразднён с передачей населённых пунктов в состав Клёновского сельсовета. В 1959 году в связи с упразднением Лемешкинского района село передано в состав Жирновского района

## Физико-географическая характеристика
Село находится в степной местности, в пределах Хопёрско-Бузулукской равнины, являющейся южным окончанием Окско-Донской низменности, на левом берегу реки Щелкан, чуть севернее села Клёновка. Село занимается ровный участок местности. Высота центра населённого пункта — около 135 метров над уровнем моря. Почвы — чернозёмы обыкновенные.
Близ села проходит региональная автодорога Калининск — Жирновск. По автомобильным дорогам расстояние до областного центра города Волгограда составляет 340 км, до районного центра города Жирновск — 35 км.
Климат
Климат умеренный континентальный (согласно классификации климатов Кёппена — Dfb). Многолетняя норма осадков — 445 мм. Наибольшее количество осадков выпадает в июле — 52 мм, наименьшее в марте — 22 мм. Среднегодовая температура положительная и составляет + 6,0 °С, средняя температура самого холодного месяца января −10,4 °С, самого жаркого месяца июля +21,4 °С.
Часовой пояс
Фёдоровка, как и вся Волгоградская область, находится в часовой зоне МСК (московское время). Смещение применяемого времени относительно UTC составляет +3:00.

## Население
Динамика численности населения
| 1897 | 1911 | 1987 | 2002 |
| ---- | ---- | ---- | ---- |
| 693  | 841  | ≈320 | 246  |

| 2010 |
| ---- |
| 216  |